# DAR Devils
DAR Devils je profesionální nizozemský hokejový tým. Byl založen v roce 2007. Domácím stadionem je Triavium.

## Nejlepší hráči
- TJ Sakaluk
- Brad Smulders
- Boris Ackers
- Akim Ramoul